# Subdivisions de la Grenade

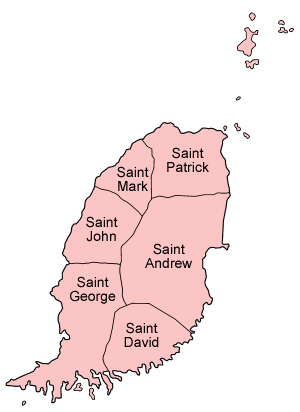
Carte administrative montrant uniquement les six paroisses

Grenade est divisé en six paroisses (parishes) et une dépendance (dependency).
- Paroisse de Saint Andrew,
- Paroisse de Saint David,
- Paroisse de Saint George,
- Paroisse de Saint John,
- Paroisse de Saint Mark,
- Paroisse de Saint Patrick,
- Dépendance de Carriacou et Petite Martinique pas sur la carte administrative.

Les six paroisses et la dépendance